# ふるさと新聞アワード
ふるさと新聞アワード（ふるさとしんぶんアワード）は、日本の地域紙の記事を表彰する賞である。

## 概要
2021年に創業75周年を迎えたマスコミ業界新聞社文化通信社が、11月に創設した。各紙から記事のエントリーを募り、地域にゆかりのある著名人が外部審査員を務め、授賞作品を決定する。
全国の地域紙各社は長い間、厳しい経営環境の中で、地元の社会・経済・文化の発展、活字文化を守るため、新聞の発行を続けており、同アワード創設を通して、地域紙が持つ「地域ジャーナリズム」の力を全国に発信するとともに、各紙の権威と価値の向上、記者のやりがいにもつながることを期待。貴重な情報を発信し続ける各社を応援する。
一次選定として同社職員がエントリーされた記事を「もの」「こと」「ひと」の3部門に分け、それぞれ12本ずつ選定。その後、外部審査員が選考する。その結果をもとに、各部門の大賞などを決定。外部審査員による特別賞を設ける場合もある。

## 外部審査員

### 第1回
秋元里奈氏（食べチョク代表）
加来耕三氏（歴史家・作家）
小山薫堂氏（放送作家・脚本家）
中川政七氏（中川政七商店会長）
山崎まゆみ氏（温泉研究家）

## 受賞記事

### 第1回（2021年）
グランプリ
- アイヌの丸木舟55年ぶり発見　弁天の海岸に2隻（苫小牧民報）[3][4]

最優秀賞
| 部門     | 記事                                                   | 新聞              |
| -------- | ------------------------------------------------------ | ----------------- |
| もの部門 | 記憶から記録へ 住民らが天満の地図作り                  | 熊野新聞[5]       |
| こと部門 | 特別カバー号「ガンバレ、ニッポン、負けるな、熊野」など | 熊野新聞[5]       |
| ひと部門 | シリーズ震災10年—未来へのメッセージ                    | 夕刊いわき民報[6] |
もの部門優秀賞
- 避難時便利なタンス　江刺の工房が発案（胆江日日新聞）
- ホームベースを手作り　全国出場の野球部を応援（夕刊三重）[7]
- 伝統の柚餅子継承へ（南信州新聞）[8]

こと部門優秀賞
- 地域連携で被災地支援を　地域紙のあるまちネットワーク（あやべ市民新聞）
- 手作りプールで県優勝　近所の企業に製造依頼（丹波新聞）[9]
- 連載企画「出雲の祭り」（島根日日新聞）

ひと部門優秀賞
- ノエルさん医師国試合格　南ア出身　丹波医療センター診療助手（丹波新聞）[9]
- 川船製作技術を後世に　協力隊の北原さんが記録に残す（熊野新聞）[5]
- ふるさとの被災と向き合い続けた1年（須坂新聞）[10]